# Emmesomyia tarda
Emmesomyia tarda är en tvåvingeart som först beskrevs av Stein 1913.  Emmesomyia tarda ingår i släktet Emmesomyia och familjen blomsterflugor. Inga underarter finns listade i Catalogue of Life.